# Carrie Ng
Pour l’article homonyme, voir Ng.
Carrie Ng (née en 1963) est une actrice hongkongaise de cinéma. Elle est spécialisée dans les films d'action ainsi que d'horreur érotique. Son film le plus connu est Naked Killer (1992).

## Filmographie
- 1982 : Once Upon a Rainbow
- 1987 : City on Fire, de Ringo Lam - Huong
- 1988 : He Who Chases After the Wind
- 1988 : Gunmen, de Kirk Wong - Chu-bhiao
- 1989 : The First Time Is the Last Time
- 1990 : Return Engagement
- 1991 : Sex and Zen, de Michael Mak - Maîtresse Ku
- 1992 : Un couple explosif, de Johnnie To
- 1992 : Gun n' Rose, de Clarence Fok (en)
- 1993 : Days of Tomorrow
- 1994 : The Lovers, de Tsui Hark - la mère de Ying-tai
- 1994 : C'est la vie, mon chéri, de Derek Yee - Ling
- 2000 : The Kid (zh)
- 2000 : Ghost Meets You, de Cheung Kwok-Kuen
- 2011 : Les Nuits rouges du Bourreau de Jade, de Julien Carbon et Laurent Courtiaud - Carrie Chan
- 2017 : Zombiology: Enjoy Yourself Tonight

## Récompenses
Aux Hong Kong Film Awards de 2000, elle a reçu la récompense pour le meilleur second rôle féminin dans The Kid (Lau sing yue), un film de Jacob Cheung. Elle a par ailleurs été nommée plusieurs fois pour ces mêmes récompenses.